# Sinedrio

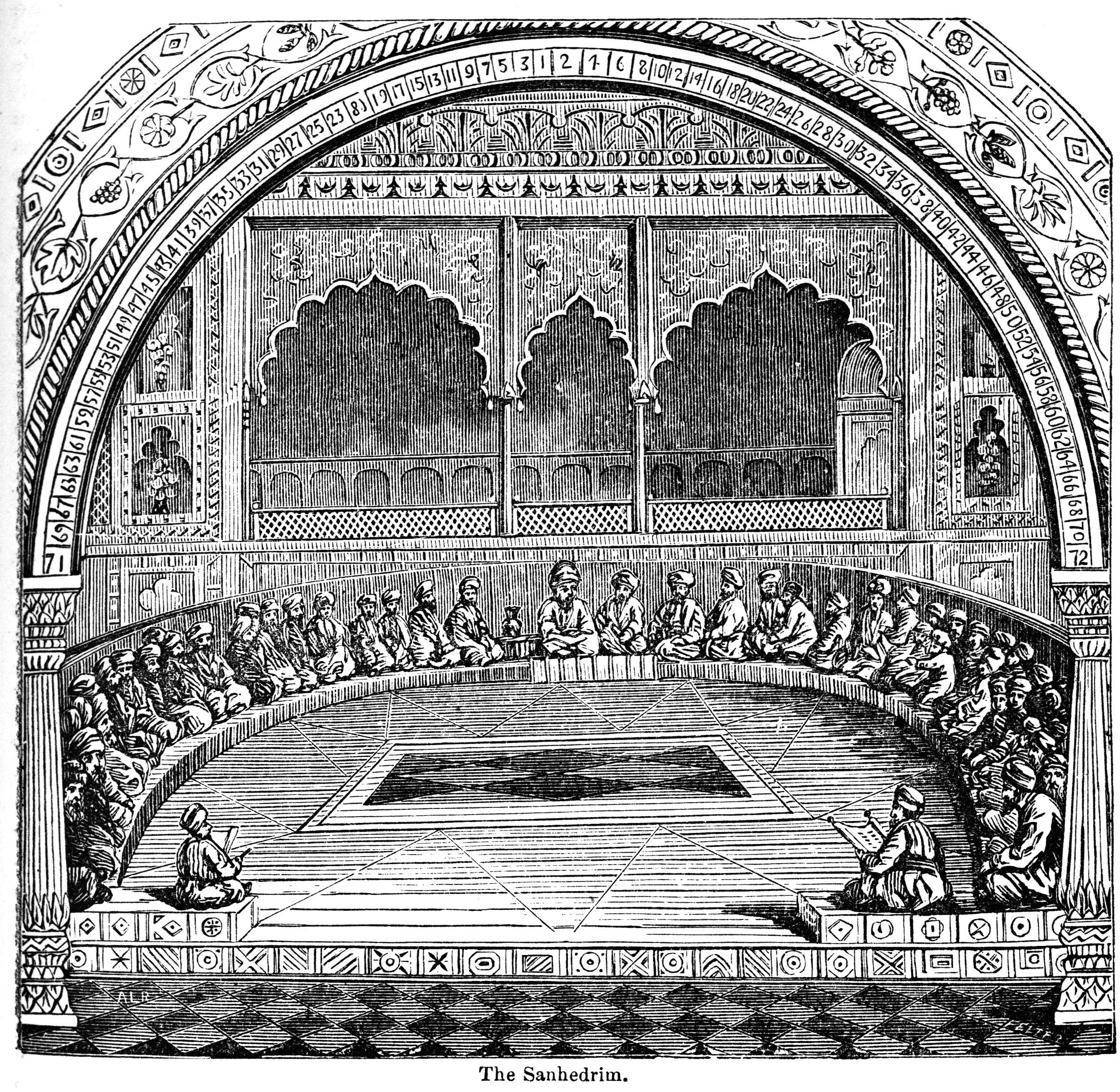
Illustrazione ottocentesca del Sinedrio

Il Sinedrio (in ebraico: סַנְהֶדְרִין, sanhedrîn, cioè "assemblea" o "consiglio", la Grande Assemblea) di Gerusalemme era l'organo preposto all'emanazione delle leggi e alla gestione della giustizia durante la fase asmoneo-romana del periodo del Secondo Tempio.  Le opinioni venivano discusse prima delle votazioni, ma le opinioni in minoranza non venivano scartate e non erano proibite: semplicemente l'opinione di maggioranza diventava vincolante. Il Sinedrio era formato tradizionalmente da 71 membri.

## Storia del Sinedrio

### Origine biblica ebraica
La tradizione biblica vuole che il Sinedrio sia stato fondato da Mosè. Nell'età dei re non esisteva un Sinedrio vero e proprio, ma tribunali che si tenevano alle porte di città o villaggi. Non c'erano solo dei sacerdoti e degli anziani ma anche dei magistrati civili. Il Sinedrio era presente anche in età ellenistica e fu fondamentale per lo sviluppo della storia ebraica persino di quel periodo.
Esso era strutturato a forma di mezzaluna in modo che tutti potessero osservarsi, per decidere o aprire discussioni, e aveva sede nella Sala delle Pietre Squadrate presente nella struttura esterna del Tempio di Erode che ampliava e arricchiva di cortili, mura ed edifici accessori, il Secondo Tempio costruito, sotto la guida di Zorobabele, dai giudei rientrati dall'esilio babilonese.

### Nuovo Testamento

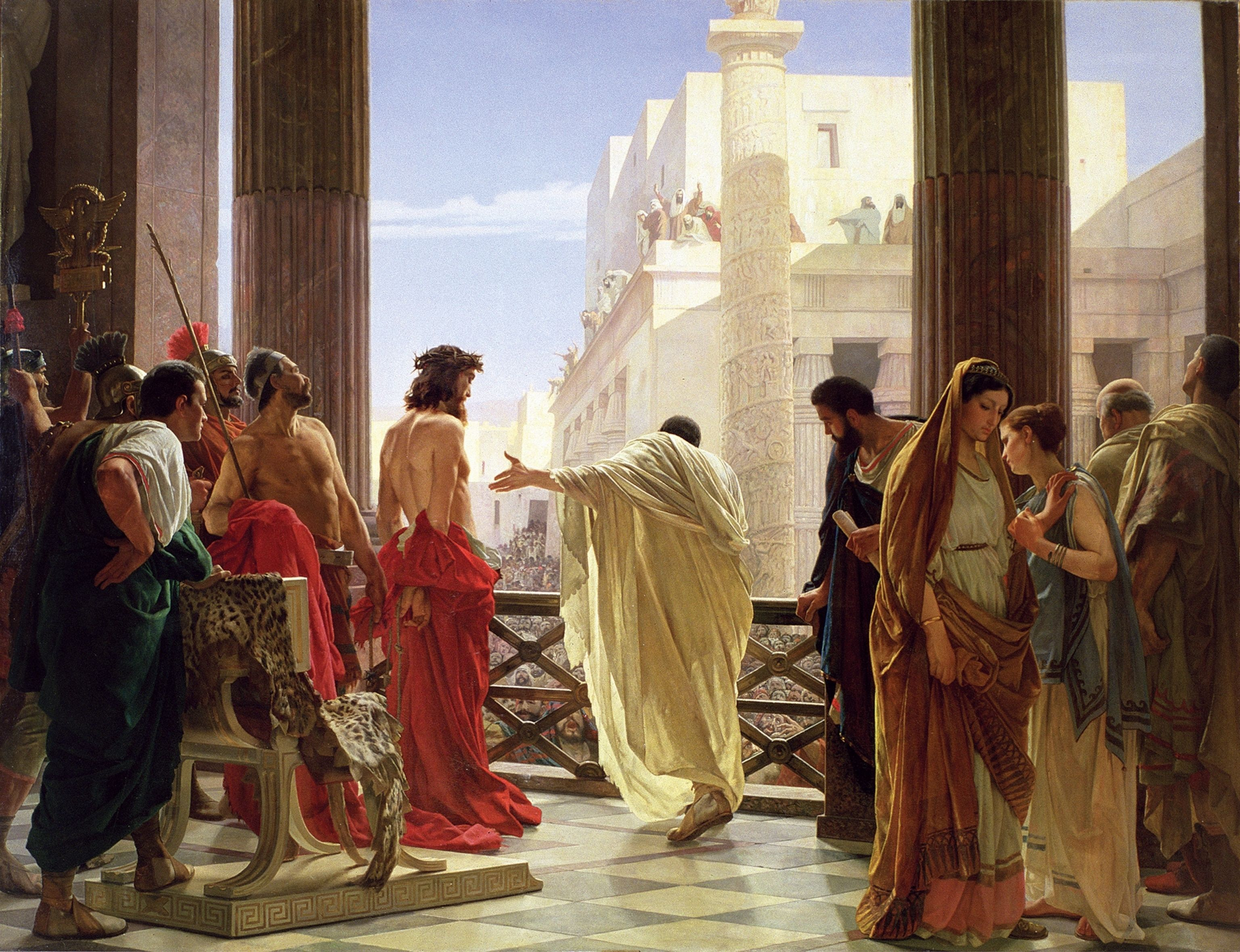
Antonio Ciseri, Ecce Homo!, 1871

Anche i Vangeli parlano del Sinedrio perché lì fu condannato Gesù per blasfemia. Il Sinedrio scomparì definitivamente con la diaspora del 70 d.C.

## Tribunali all'infuori di Gerusalemme
Il Sinedrio infatti governava solamente il Tempio e Gerusalemme stessa. Per le altre cittadelle vi erano dei consigli di 7 anziani (presbyteri). Questi anziani non erano sacerdoti ricchi e quindi vivevano di elemosina o esercitando un mestiere. I tribunali si riunivano nella Sinagoga (da non confondersi col tempio, presente solo a Gerusalemme e sede dei riti sacrificali), che non era solo un luogo di studio, di insegnamento e di meditazione della Legge, ma anche una scuola, un tribunale o un municipio. Sebbene il capo della religiosità di Gerusalemme fosse il Sommo Sacerdote, nei paesini vi era un rabbino, che era anche un maestro e un dottore di Legge (si diventava rabbini attorno ai 40 anni).

## Compito del Sinedrio
Compito del Sinedrio era quello di far rispettare la Legge della Torah in ogni suo atto. In epoca romana il Sinedrio poteva giudicare qualunque sentenza ad eccezione della pena capitale.

### Controversia interreligiosa
Si può leggere in diversi testi, non solo testamentari ma anche di altre fonti (ad esempio Filone Alessandrino e Giuseppe Flavio), che il Sinedrio aveva il potere di condannare i cittadini alla lapidazione; un simile tentativo venne posto in essere anche verso Gesù più di una volta. È però plausibile pensare che in determinate circostanze, ad esempio in occasione della Pasqua ebraica, il Sinedrio avesse dei poteri limitati in quanto la città santa di Gerusalemme veniva presa d'assalto dai pellegrini e i disordini non mancavano quasi mai. In quei periodi è possibile che il controllo dell'ordine pubblico nonché la possibilità di mettere a morte passasse di fatto al prefetto Romano.

### Eccezioni
Nelle festività era fatto divieto assoluto di compiere quasi ogni attività, compreso iniziare processi, emettere sentenze e soprattutto eseguirle.

### Potere esecutivo nessun potere legislativo
Il Sinedrio non formulava leggi, ma le faceva rispettare solamente.
I magistrati ebrei dovevano essere ricchi: questa necessità permetteva anche di evitare di cedere alla possibilità di essere corrotti.

#### Regolazione del calendario
La regolazione del calendario era affidata al sinedrio di Gerusalemme che impostava la suddivisione dei mesi nel nuovo anno in maniera empirica, in base all'osservazione delle fasi lunari e all'alternanza delle stagioni. Quando un osservatore rilevava la luna nuova in cielo, questi avvertiva quanto prima il Sinedrio che, accertati i dati in suo possesso e ottenute due testimonianze concordanti, decretava l'inizio del nuovo mese. Per decretare gli anni embolismali ci si regolava invece sulla realtà stagionale: quando la primavera tardava il Sinedrio decretava l'introduzione di un tredicesimo mese garantendo così la celebrazione delle feste stagionali nel loro periodo. Dopo la distruzione del Tempio e la cessazione del Sinedrio il popolo ebraico prese a seguire il calendario perpetuo stabilito dall'amoraim Hillel (da non confondere con l'omonimo tannaim).

### Potere giudiziario
Il Sinedrio giudicava e puniva ogni reato attraverso una magistratura eccezionale (il Sinedrio era convocato solamente per motivi molto gravi). Era presieduto dal Sommo Sacerdote (cohen), che superava il re in qualità di supremo magistrato. L'organo del Sinedrio che esercitava il potere giudiziario era formato dalle guardie del Tempio, che sorvegliavano l'ordine pubblico nel Sinedrio e nella stessa Gerusalemme.  

#### Pena di morte
Il Sinedrio era l'unico organismo che poteva infliggere la pena di morte: poiché oggi questo organismo di giudizio non esiste, tale pena, seppure contemplata, non può essere applicata. In ogni caso, la pena di morte, anche in presenza del Sinedrio, è pressoché inapplicabile ed è più un rafforzamento del valore della vita che un mezzo per privarne qualcuno. Il Talmud testimonia che un Sinedrio che decretasse la pena di morte ogni 70 anni veniva considerato eccessivamente severo.

## Altre magistrature del Tempio
Un altro magistrato del Sinedrio era il capo settimanale di turno delle 24 classi del Sinedrio e altri capi che variavano da sette a nove a seconda delle classi sacerdotali. Il Sinedrio inoltre amministrava direttamente le finanze e il commercio nel Tempio attraverso sette custodi dei recinti del Tempio e tre tesorieri.

## Eredità
Dallo scioglimento del Sinedrio, in epoca bizantina (ufficialmente nell'anno 429 d.C.), per la discussione della Legge e la soluzione delle diverse questioni quotidiane ci si rivolgeva al Rabbino, o ai rabbini della città, nominati dai Rabbini precedenti in tutte le epoche e in tutti i luoghi. I Rabbini, costantemente in contatto tra loro, discutevano sulle domande che venivano poste loro e tenevano traccia di tutte le risposte: questa pratica ha dato vita a un nutritissimo archivio di Sheeloth uTshuvoth (letteralmente "domande e risposte").
In tutte le comunità ebraiche del mondo è tutt'oggi presente un ufficio rabbinico che si occupa della gestione dei problemi quotidiani.